# 渡辺一茂
渡辺 一茂（わたなべ かずしげ、1974年12月3日 - ）は、日本の男性俳優、声優。神奈川県出身。TABプロダクション所属。以前は銀プロダクションに所属していた。

## 人物
少年から年配の役等問わず、幅広く演じる。声優のみだけではなく、ドラマ、ラジオパーソナリティー、イベントの司会進行、ナレーションなどマルチに活躍しており、また趣味においてもその様々な事にも精通している一人である。
Voice Love Networkの番組「てしがわら]」のラジオパーソナリティーの一人でもあり、生粋の鉄道愛好家である。

## エピソード
- 妹が一人おり、現在インドに在住している。
- 前所属事務所の前社長であった、松尾銀三は憧れの存在であり、初顔合わせした際にはあまりのインパクトの強さに鮮明に驚いており、渡辺は今でも「同じ現場で仕事がしたかった。」と公式ブログ「てしブログ」に通じてコメントしている。[1]

## 鉄道に関して
業界きっての鉄道ファンであり（本人は俄かファンと公言している）、インターネットラジオ「てしがわら」では常に武川陽介との鉄道話で盛り上がっており、実際に写真を撮りに行ったり、新幹線のためだけに名古屋まで乗りに行ったりだけではなく、鉄道に関する知識も詳しい。
- 写真は撮るが、基本は乗り鉄派である。
- 山手線について、3週分分けて話している。
- 大好きな鉄道会社は名古屋鉄道で、2009年8月30日のパノラマーカーが廃車となり、サヨナラ運転で合わせようと当日まで準備をしていたが、当日に運悪く番組のオーディションがイベント当日と被ってしまったことに会場で放心状態になった。因みに二番目に好きなのが京浜急行電鉄である。[2]

## 出演作品

### テレビアニメ
- きっかけはラフくん（青い犬、サッカー選手）
- ゴーゴー五つ子ら・ん・ど（男B、家来）
- スターシップ・トゥルーパーズ（兵士 他）
- 砂ぼうず（村民）
- はっけん たいけん だいすき!しまじろう
  - しまじろう ヘソカ
  - しまじろうのわお!（ねずみ、しんせき1、ドロロンロン号）
- 普通の女子校生が【ろこどる】やってみた。
- 忍たま乱太郎（薪、農家の男）

### 吹き替え
- イキングット（グリマー、看守）
- Hey!レイモンド 72話（スーツケースの男、カップル男、敬虔な小男、中年カップル男）
- ハッダーの世界（メルビン、教師1）
- マイ・シスターズ・キッズ（ブッパー、DJ、他）
- 三十九夜（司会者）
- ヴィーナス&アポロ（ダニエル）
- WITHOUT A TRACE/FBI 失踪者を追え! シーズン7（ビンス、他）
- ビッグ ～愛は奇跡～（男子生徒2、他）
- パニックトレイン（犯人、他）
- 百年の花嫁（司会者、警備員、テレビ男、メンバー1）
- 12MONKEYS（ラスキー博士）
- Drug Lords（ハビエル・ペーニャ）
- The Good Cop（ウェンデル、他）
- シャドー・オブ・ナイト（ラム、他）
- ブラック・サマー Zネーション外伝（ウィリアム、他）
- デッドフォール（警官2）
- The X-files  New season ep3（パシャ）
- サウラビ（侍、村人、他）

#### アニメ
- スターシップ・トゥルーパーズ（兵士、他）
- 楽しいダックタウン（男客2，7）
- ムーミン谷の彗星（ジャコウネズミ、学者、フクロウ２）
- ビー・クール スクービー・ドゥー（考古学者、父親、他）
- レノンとグルコ ～ふたりは最高！～

#### テレビ
- 岩手めんこいテレビ「結婚願望!!近未来予想図」（カメラマン）
- 奇跡の生還たち（レスキュー隊）
- TVのチカラ
- 行列のできる法律相談所（亭主改造計画編、亭主）
- 七人の刑事が謎を解く「一瞬で乾くグランド」（野村監督）
- 実録 鯨道シリーズ LB熊本刑務所 侠の終章（警官の声）

### ゲーム
- ゴーストリコン（兵士）

### ラジオ
- てしがわら（Voice Love Network内番組、毎週火曜日曜更新）

### CM
- ふくぶくローンの本田ちよ
- 尾山台商店街
- 東京トヨペット
- 尾山台小学校PTA
- 尾山台消防署
- ラ・メール

### ナレーション
- 鹿島建設VPナレーション

### VO
- 虎の門（蛭子能収役）